# Danae nigrosignata
Danae nigrosignata es una especie de coleóptero de la familia Endomychidae.

## Distribución geográfica
Habita en Java (Indonesia).